# José Galimberti
José Galimberti, född 15 januari 1896, var en friidrottare från Brasilien. Han deltog vid olympiska sommarspelen 1924.